# シュウ ウエムラ アート オブ ヘアー
シュウ ウエムラ アート オブ ヘアー（英: SHU UEMURA ART OF HAIR）は、フランスのロレアルが展開しているヘアサロン向けプロフェッショナル・ラグジュアリのヘアケア製品。

## 概要
フランスを中心にイタリア、ドイツ、イギリスとヨーロッパで展開している。ロレアルのヘアケア製品の技術とメイク用のディプシーウォーターやクレンジングオイルの技術とコンセプトから開発された製品。同社の製品ケラスターゼの上を目指した高級志向製品で、ロレアルの名を出さず、「シュウ ウエムラ」のブランド名で勝負する戦略を取っている。ヘアーオイルには、ケラスターゼの技術力と日本のヘアーオイル椿油を使った商品がある。そののち、逆に日本の椿油の良さと従来のケラスターゼのヘアーオイルの良さ生かした新しい商品も開発され海外のケラスターゼで先行発売されている。
株式会社シュウウエムラ化粧品は、2000年以降、ロレアル傘下のブランドの一つとなり、「シュウ ウエムラ アート オブ ヘアー」は、シュウ ウエムラのブランド名を活かし、シュウウエムラの販売店と高級志向ヘアーサロンの2通りの販売網でヨーロッパを中心に展開している。